# Elmton
Elmton – wieś w Anglii, w hrabstwie Derbyshire, w dystrykcie Bolsover. Leży 41 km na północny wschód od miasta Derby i 209 km na północ od Londynu.